# Friedhofskapelle Mühlberg/Elbe

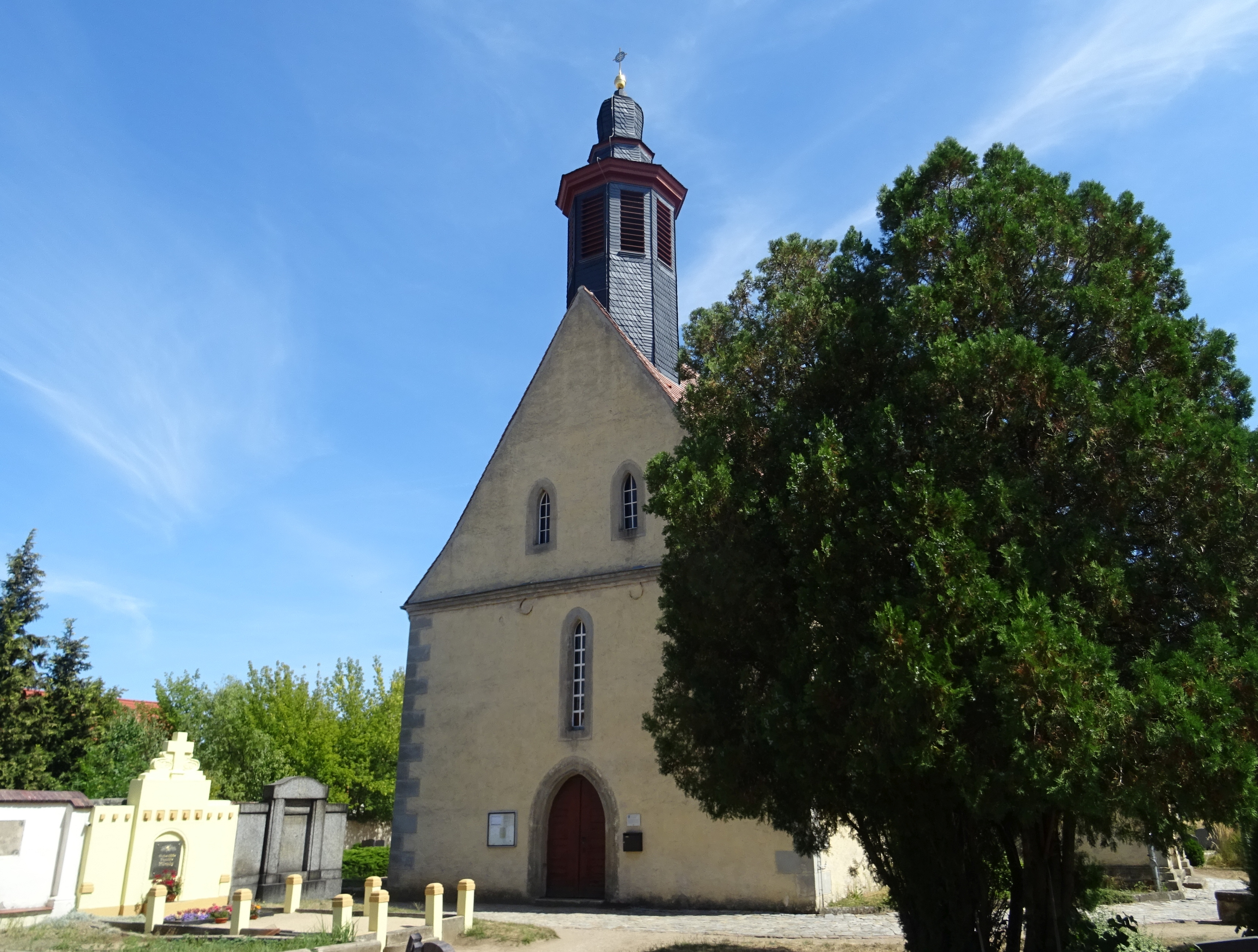
Die Mühlberger Friedhofskapelle (2018)

Die Friedhofskapelle ist ein Kirchengebäude der Kleinstadt Mühlberg/Elbe im südbrandenburgischen Landkreis Elbe-Elster. Hier ist die im 16. Jahrhundert errichtete Kirche unweit der Elbe auf dem Mühlberger Stadtfriedhof zu finden. Das Bauwerk ist als ortsbildprägendes Baudenkmal im örtlichen Denkmalverzeichnis unter der Erfassungsnummer 09135445 verzeichnet.

## Baubeschreibung und Geschichte
Bei der Mühlberger Friedhofskapelle handelt es sich um einen im 16. Jahrhundert entstandenen, flachgedeckten, aus Feld- und Backstein errichteten Saalbau mit dreiseitigem Ostschluss. Im Westen wurde ein oktogonaler Dachreiter mit Schweifhaube aufgesetzt. Außerdem ist hier ein spitzbogiges Portal zu finden. Südlich des Gebäudes wurde im Jahre 1862 ein Bahrenhäuschen angebaut. Außerdem erfolgte im selben Jahr eine Restaurierung der Kapelle.
Im Inneren der Kapelle ist unter anderem eine Westempore mit Schiffskieldekor zu finden. Die hölzerne polygonale Kanzel ist bauzeitlichen Ursprungs. Zum historischen Inventar des Bauwerks zählt ein aus dem 17. Jahrhundert stammender Altaraufsatz, der im Jahre 1614 vom Mühlberger Bürgermeister Christoph Ottenbach und dessen Gemahlin Ursula gestiftet wurde. Dabei handelt es sich um einen bemalten, in schlichten Renaissanceformen gehaltenen Schrein, der mit zwei beweglichen und zwei festen Flügeln ausgestattet ist. Die Bildnisse der beiden Stifter befinden sich zu beiden Seiten der Predella des Altars. Die Bemalung stammt von Adam Schilling. Eine Restaurierung dieses Kunstwerks erfolgte nach einer Besichtigung der Baudenkmälerkommission der Provinz Sachsen im Jahre 1926. Dazu wurde das Kunstwerk eigens nach Halle (Saale) versendet und unter Aufsicht des Kunstmalers Leusch in dessen Werkstatt erneuert. Eine weitere Restaurierung erfolgte schließlich im Jahre 1966.
An der südlichen Außenwand der Kapelle ist ein Epitaph mit zwei Stifterfiguren und einer Inschrift von 1598 zu finden, das sich ursprünglich in der Friedhofsmauer befand.